# Gardan GY-100 Bagheera
Gardan GY-100 Bagheera – prototyp francuskiego lekkiego samolotu pasażerskiego.

## Historia
Maszyna została opracowana przez konstruktora Yvesa Gardana. W założeniu miał być to niewielki samolot o prostej konstrukcji. Jego nazwa pochodzi od imienia pantery z Księgi dżungli Rudyarda Kiplinga. Prototyp został oblatany 21 grudnia 1967 r. Jego próby w locie zakończono w czerwcu 1968 r. Planowano budowę maszyny w wersji dwumiejscowej z silnikiem 115 KM, czteromiejscowej z silnikiem 135 KM  i czteroosobowej z chowanym podwoziem i silnikiem 200 KM. Rozwój projektu został zatrzymany po katastrofie prototypu.

## Konstrukcja
Jednosilnikowy dolnopłat o konstrukcji metalowej. Kadłub o przekroju prostokątnym i konstrukcji półskorupowej. Kabina załogi w tzw. układzie samochodowym – dwa miejsca z przodu oraz dwumiejscowa kanapa za nimi. Dostęp do kabiny przez drzwi umieszczone po prawej stronie kadłuba. Usterzenie klasyczne, krzyżowe z płytowym statecznikiem poziomym. Skrzydło dwudzielne, dwudźwigarowe o prostokątnym obrysie, wyposażone w klapy i lotki. Podwozie stałe, trójpunktowe z sterowanym kółkiem przednim, osłonięte owiewkami. Silnik w układzie bokser Lycoming, napędzający stałe, dwułopatowe śmigło o średnicy 1,8 m.